# Mary Creek
Mary Creek är ett vattendrag i Kanada.   Det ligger i provinsen British Columbia, i den centrala delen av landet, 3 400 km väster om huvudstaden Ottawa.
I omgivningarna runt Mary Creek växer i huvudsak barrskog. Trakten runt Mary Creek är nära nog obefolkad, med mindre än två invånare per kvadratkilometer.